# 扎沃茨凱 (大皮薩里夫卡區)
50°20′10″N 35°9′11″E / 50.33611°N 35.15306°E
扎沃茨凱（烏克蘭語：Заводське）是位於烏克蘭東北部的舊村莊，曾由蘇梅州的大皮薩里夫卡區負責管轄，並於2013年被註銷。該村處於韋謝拉河畔，分別距離伊萬尼夫卡1公里、里亞比納2公里和沃爾斯克拉河3公里，海拔高度118米，2001年人口295。